# Riserva forestale di Headwaters
La riserva forestale di Headwaters è un'area naturale protetta vicina alla città di Eureka, in California. Essa comprende un gruppo di sequoie sempreverdi (Sequoia sempervirens), e si sviluppa per un'ampiezza di circa 30.24 km².